# Plankvadratisk geometri
Et molekyle med plankvadratisk geometri inden for kemi beskriver stereokemisk placering i kemiske forbindelser. Som navnet antyder har molekyler med denne geometri deres atomer positioneret i hvert hjørne af et kvadratisk plan i samme niveau som det centrale atom.
Xenontetraflourid (XeF4) er et molekyle med plankvadratisk geometri.
| Kemi | Spire Denne artikel om kemi er en spire som bør udbygges. Du er velkommen til at hjælpe Wikipedia ved at udvide den. |